# موویدیوس
موویدیوس (به انگلیسی: Movidius) یک شرکت مستقر در سان ماتیو، کالیفرنیا است که تراشه‌های تخصصی پردازنده‌های کم مصرف را برای بینایی رایانه‌ای طراحی می‌کند. این شرکت در سپتامبر ۲۰۱۶ توسط اینتلخریداری شد.

## تاریخچه شرکت
موویدیوس در سال ۲۰۰۵ توسط شان میچل و دیوید مولونی در دوبلین تأسیس شد. بین سال‌های ۲۰۰۶ و ۲۰۱۶، نزدیک به ۹۰ میلیون دلار سرمایه جذب کرد. در ماه مه ۲۰۱۳، این شرکت رمی الوازان را به عنوان مدیرعامل منصوب کرد. در ژانویه ۲۰۱۶، این شرکت با گوگل همکاری کرد. موویدیوس در پروژه تانگو گوگل فعال بوده‌است. موویدیوس در سپتامبر ۲۰۱۶ از خرید برنامه‌ریزی‌شده توسط اینتل خبرداد.